# Keyes (California)
Keyes è un census-designated place (CDP) degli Stati Uniti d'America situato in California, nella contea di Stanislaus.